# Psilocerea toulgoeti
Psilocerea toulgoeti là một loài bướm đêm trong họ Geometridae.